# Castell’Arquato

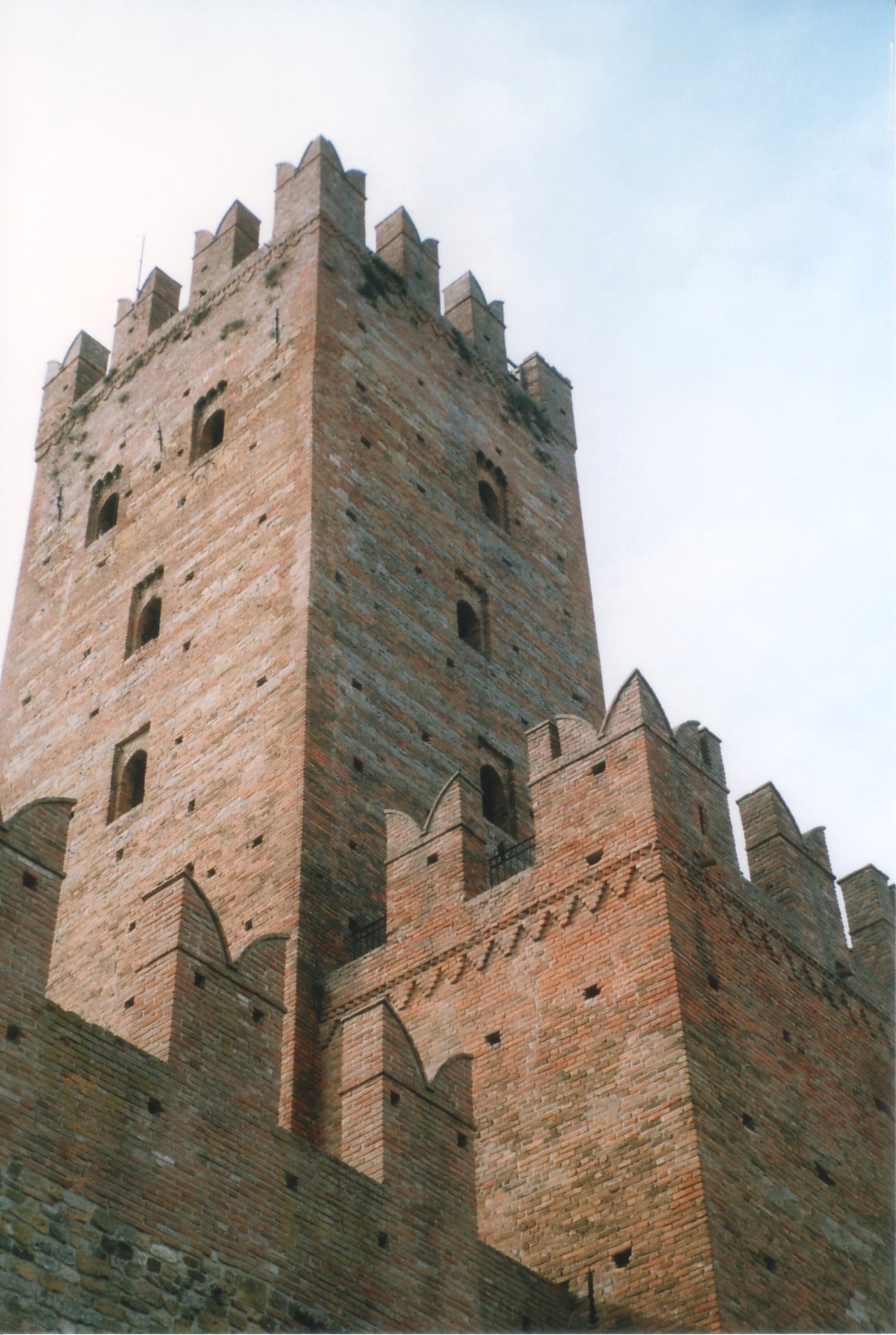

Castell’Arquato – miejscowość i gmina we Włoszech, w regionie Emilia-Romania, w prowincji Piacenza.
Według danych na rok 2004 gminę zamieszkuje 4566 osób, 87,8 os./km².